# Stanisław Fitak
Stanisław Fitak (ur. 22 marca 1948 w Warszawie, zm. 22 stycznia 2013 w Warszawie) – polski artysta fotograf. Członek rzeczywisty i członek honorowy Związku Polskich Artystów Fotografików. Członek Rady Fundatorów i współtwórca Fundacji Fotografia dla Przyszłości.

## Życiorys

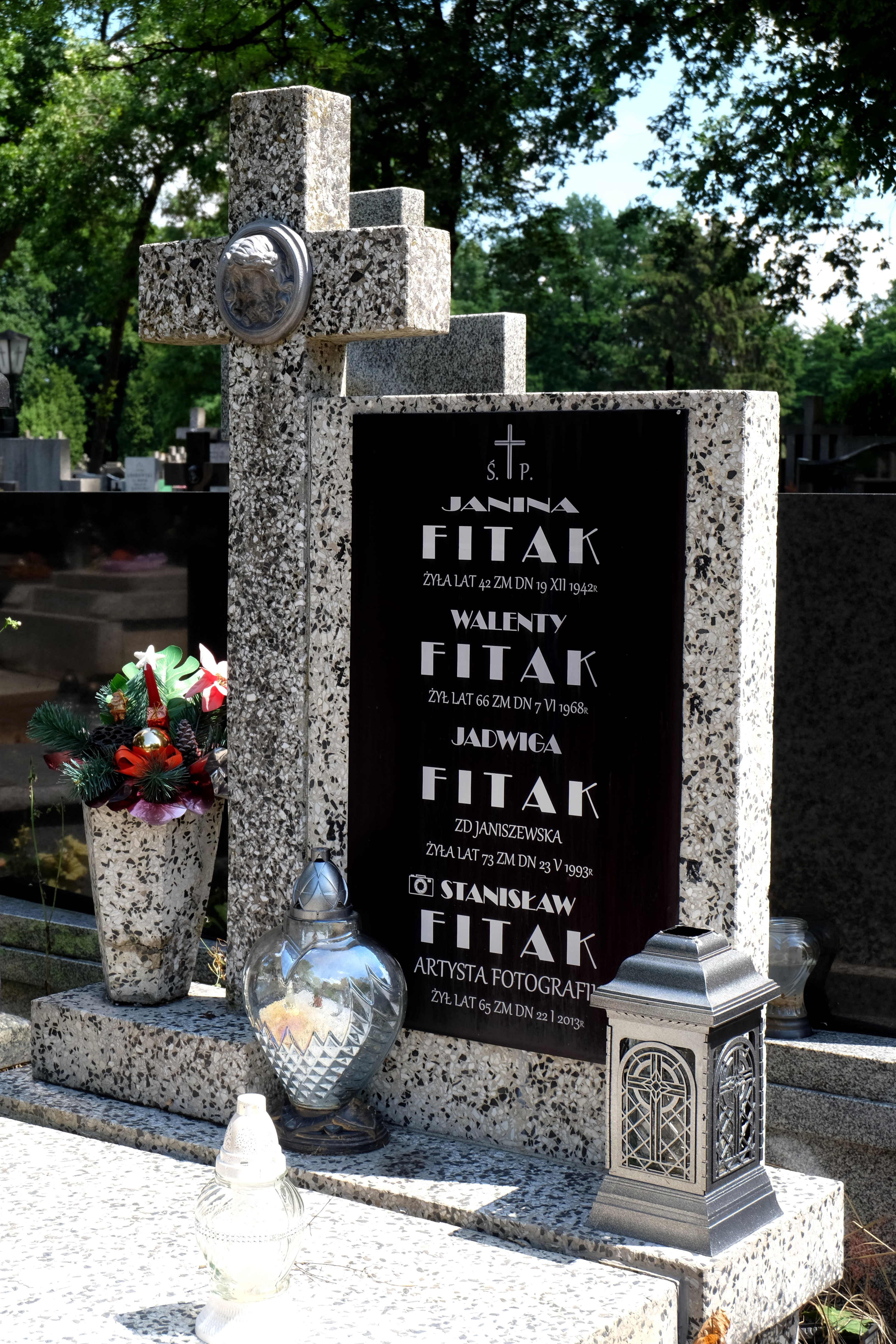
Grób Stanisława Fitaka na Cmentarzu Bródnowskim w Warszawie

Stanisław Fitak mieszkał i pracował w Warszawie. W 1973 roku został absolwentem Wydziału Chemii na Uniwersytecie Warszawskim. W 1968 roku został przyjęty do Warszawskiego Towarzystwa Fotograficznego, w którym (w latach 1973–1975) był wiceprezesem do spraw artystycznych. W latach 1970–1975 był członkiem „Grupy Fotografii Artystycznej”, działającej w ramach WTF. W dniu 21 kwietnia 1974 roku został członkiem rzeczywistym Związku Polskich Artystów Fotografików (legitymacja nr 415), w którym od 1976 roku pełnił różne funkcje we władzach ZPAF. W latach późniejszych został członkiem honorowym ZPAF. Był członkiem Stowarzyszenia Dokumentalistów „Droga”.
Jest autorem i współautorem wielu wystaw fotograficznych; indywidualnych, zbiorowych, poplenerowych, pokonkursowych. Brał aktywny udział w Międzynarodowych Salonach Fotograficznych, zdobywając wiele medali, nagród, wyróżnień, dyplomów, listów gratulacyjnych. Był członkiem jury w licznych konkursach fotograficznych.
W 1989 roku został rzeczoznawcą (do spraw fotografii) Ministerstwa Kultury i Sztuki. W 1990 roku był jednym z współtwórców Fundacji Fotografia dla Przyszłości. W latach 1986–1998 w ramach współpracy z Ministerstwem Spraw Zagranicznych, był komisarzem, kuratorem wystaw i serwisów artystycznych. W latach 1986–1998 jako fotograf, współpracował przy produkcji filmów rewizyjnych „Testament wieków” - w reżyserii Stanisława Szwarc-Bronikowskiego. W latach 1996–1998 był współtwórcą cyklu wystaw i wydawnictw w ramach współpracy z Państwowym Muzeum Archeologicznym w Warszawie.
Stanisław Fitak był wieloletnim wykładowcą fotografii (m.in.) w Studium Fotografii Artystycznej i Technicznej w Białej Podlaskiej, Wyższym Studium Fotografii ZPAF, Pomaturalnym Studium Fotografii Akademii Reklamy i Fotografii, Wyższym Studium Fotografii i Technik Obrazowania, Studium Form Fotograficznych.
W 1982 roku otrzymał stypendium Ministerstwa Kultury i Sztuki oraz (ponownie) w 1997 roku. Zmarł 22 stycznia 2013 roku, pochowany na Cmentarzu Bródnowskim w Warszawie (kwatera 48B-2-12).

## Wybrane wystawy indywidualne
- „Cykle” (Warszawa 1973);
- „Ślady i symbole” (Brno 1974);
- „Cykle II” (Lublin 1978);
- „Powązki” (Warszawa 1990);
- „Cykle” (Axel 1995);
- „Z głębi dziejów” (Warszawa 2000);

Źródło.

## Wybrane wystawy zbiorowe
- Wystawa Warszawskiego Towarzystwa Fotograficznego (Warszawa 1970);
- Międzynarodowy Salon Fotograficzny (Bukareszt 1970);
- Międzynarodowy Salon Fotograficzny „Złote oko” (Nowy Sad 1973);
- „W starej walcowni” (Warszawa 1973);
- Wystawa Federacji Amatorskich Stowarzyszeń Fotograficznych w Polsce (Warszawa 1974);
- „Z kamerą w teatrze” (Warszawa 1973);
- „Wystawa polskiej fotografii” (Monachium 1978);
- „Próby w teatrze” (Warszawa 1978);
- II Festiwal Latynoamerykański (Buenos Aires 1988);
- „Fotografia polska lat 80-tych” (Biała Podlaska 1989);
- „Współczesna polska fotografia” (Kalifornia 1989);
- „Szlachetna fotografia” (Warszawa 2004)[7][21];
- „Gdzie jesteśmy” (Warszawa 2005);
- „Przesłanie” (Warszawa 2005);
- Wystawa Klubu Wenecjan (Warszawa 2009);
- „Wenecja Świętego Marka” (Warszawa 2012)[22];

Źródło.

## Publikacje (albumy)
- „Niezwykłe miejsca w Polsce” (Muza 1998);
- „Nasza pamięć SKOnSP” (1999);
- „Zabytki w polskim krajobrazie” (Muza 2000);
- „Polska – arcydziełem w architekturze” (Muza 2003);
- „Zegary gdańskie w zbiorach Muzeum Historycznego Miasta Gdańska” (2005);

Źródło.

## Odznaczenia
- Srebrny Krzyż Zasługi;
- Odznaka honorowa „Zasłużony dla Kultury Polskiej”;
- Odznaka „Za zasługi dla przemysłu chemicznego”;
- Medal 40-lecia ZPAF (1987);
- Medal 150-lecia Fotografii (1989);

Źródło.